# The Centurions
The Centurions (с англ. — «Центурионы»), также известная как The Centurians — американская сёрф-рок-группа из Калифорнии, выступавшая в 1950-е и 1960-е годы. Её композиции вошли в саундтреки нескольких фильмов: в частности, песня «Bullwinkle Part II» звучала в фильмах «Криминальное чтиво» и сериале «Как я встретил вашу маму» (серия «Девушки против костюмов»), а кавер песни «Intoxica» группы The Revels звучал в фильме «Розовые фламинго».

## История
Группа образовалась в городе Коста-Меса и насчитывала семь человек. В 1963 году в её составе играли Пэт Ганьебин, Кен Робинсон, Джо Доминик, Деннис Киклас, Эрни Фёрроу и Джефф Лир. В 1963 году
В 1963 году они записали свой первый альбом на лейбле Del-Fi под названиемSurfers' Pajama Party. Из-за некоторых юридических аспектов им пришлось переименовать группу в The Centurians после 1967 года.
В 1966 году несколько песен в исполнении The Centurions, а также песни групп Dave Myers and The Surftones и The Sentinals стали фигурировать в судебном иске Эла Шлезингера против Del-Fi Records. Шлезингер, представлявший лейбл Anthony Music и его владельца Энтони Хильдер, требовал от Del-Fi выплаты авторских отчислений в размере 122 тысяч долларов, которые полагались авторам альбомов (в том числе альбома Battle of the Surf Bands).
В июне 1995 года состоялось краткосрочное воссоединение группы: Деннис Роуз (гитара), Дэвид Джобз (ударные), Чарли Грей-Сон (бас-гитара), Перрис Александр (клавишные), Норман Ноулз (тенор-саксофон) и Деннис Редерс (тенор- и баритон-саксофон). Был выпущен альбом Bullwinkle Part III, созданный Роузом и Александром. В августе 1995 года группа выступила с концертом на фестивале Pierfest (Surf City Foundation Festival) в Хантингтон-Бич.

## Оригинальный состав
- Деннис Роуз (англ. Dennis Rose) — гитара, бас-гитара
- Джо Доминик (англ. Joe Dominic) — ударные
- Эрни Фёрроу (англ. Ernie Furrow) — гитара, бас-гитара
- Джерри Дикс (англ. Jerry Dicks) — клавишные
- Пэт Ганьебин (англ. Pat Gagnebin) — саксофон и гармоника
- Джеффри Лир (англ. Jeffrey Lear) — бас-гитара[11]
- Кен Робинсон (англ. Ken Robinson) — саксофон, флейта, кларнет

## Дискография
| Название                                                     | Лейбл и номер каталога | Год                                 |
| ------------------------------------------------------------ | ---------------------- | ----------------------------------- |
| Surfers' Pajama Party (Recorded Live On The U.C.L.A. Campus) | Del-Fi DFLP 1228       | 1963                                |
| Bullwinkle Part II                                           | Del-Fi DFCD71250-2     | 2002 (перевыпущена после 1962 года) |